# Ivan Ugrinović
Ivan Ugrinović bio je hrvatski slikar.
Smatra se da se školovao u Veneciji. U Dubrovniku se bavio izradnjom oltarnih slika i ikona te je oslikavao štitove, škrinje i zastave. Jedno je vrijeme djelovao u Ključu i Blagaju. Sačuvan je njegov poliptih u crkvi sv. Antuna Opata u Koločepu (1434.).

### Mrežna sjedišta
- Ugrinović, Ivan. Hrvatska enciklopedija LZMK. Pristupljeno 25. travnja 2025.